# María Antonia Fernández Felgueroso
María Antonia Fernández Felgueroso (13 de junio de 1944, Gijón) es una política asturiana. 
Entre 1984 y 1991 fue directora regional de Acción Social. Abandonó el cargo para ponerse al frente de la Consejería de Educación, Cultura, Deportes y Juventud en el gobierno de Juan Luis Rodríguez-Vigil, pasando a ser consejera de Interior y Administraciones Públicas en 1993. 
En las elecciones municipales de 1999 fue elegida concejala por el PSOE en el Ayuntamiento de Gijón, reelegida en las municipales de 2003 y abandonó el cargo en 2006 para convertirse en la primera Procuradora General del Principado de Asturias hasta la supresión de esta figura en 2013. Posteriormente, formaría parta del Consejo Social de la Universidad de Oviedo. y en la actualidad es presidenta del Consejo de Comunidades Asturianas.